# Helandohi
Helandohi is een bestuurslaag in het regentschap Alor van de provincie Oost-Nusa Tenggara, Indonesië. Helandohi telt 498 inwoners (volkstelling 2010).